# تچف
تچف (به لاتین: Tczew) یک شهرک در لهستان است که در شهرستان تچف واقع شده‌است.

## خصوصیات
تچف ۲۲٫۲۶ کیلومترمربع مساحت و ۶۰٬۲۷۹ نفر جمعیت دارد و ۲۵ متر بالاتر از سطح دریا واقع شده‌است.

## خواهرخوانده
شهرهای وردا، Lev HaSharon Regional Council، ویتن، کورسک، بیرژای، منطقه بارکینگ و دگنهام لندن، Dębno، بووه، چورنومورسک و آیزکراوکل خواهرخوانده‌های تچف هستند.